# Scaptesyle mirabilis
Scaptesyle mirabilis är en fjärilsart som beskrevs av George Francis Hampson 1900. Scaptesyle mirabilis ingår i släktet Scaptesyle och familjen björnspinnare. Inga underarter finns listade.